# 2. století př. n. l.
2. století před naším letopočtem je období od roku 200 př. n. l. do roku 101 př. n. l.

## Významné události

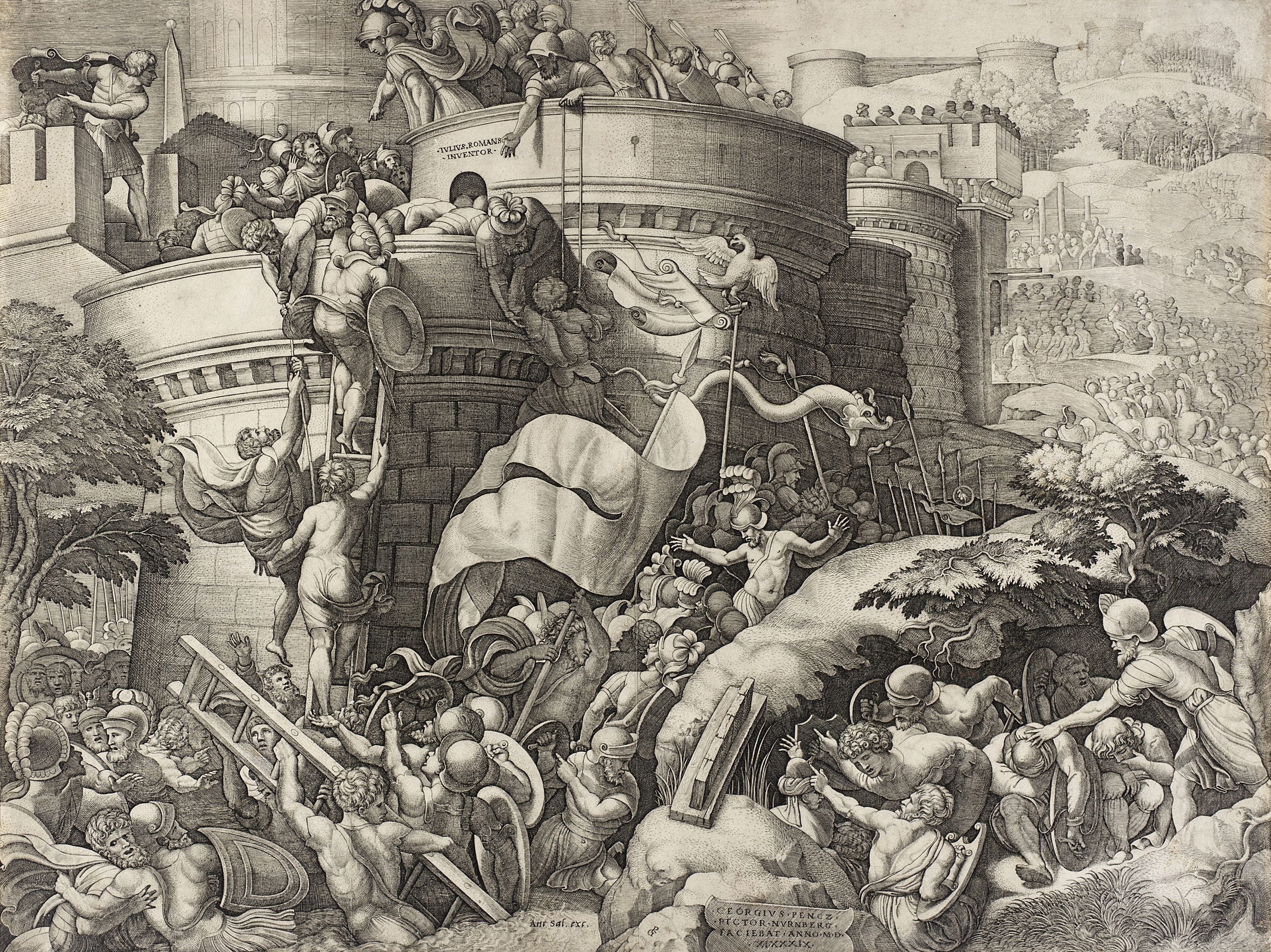
Dobytí Kartága na rytině z roku 1539

- 200–196 př. n. l. proběhla druhá makedonská válka, v níž se Makedonie střetla s Římskou republikou.
- 197 př. n. l. porazili Římané Makedonce v bitvě u Kynoskefal.
- 190 př. n. l. zvítězilo římské vojsko nad armádou Seleukovců v bitvě u Magnésie.
- 185 př. n. l. založil Pušjamitra Šunga po pádu Maurjovské říše dynastii Šunga.
- cca 180 př. n. l. vpadl řecko-baktrijský král Démétrios I. Baktrijský na území Indie, načež zde založil Indo-řecké království.
- 171–168 př. n. l. porazila Římská republika Makedonii ve třetí makedonské válce.
- 22. června 168 př. n. l. porazilo římské vojsko Makedonce v bitvě u Pydny, což v Makedonii vedlo ke konci vlády dynastie Antigonovců.
- 167–161 př. n. l. proběhlo v Judsku Makabejské povstání.
- 150–148 př. n. l. proběhla čtvrtá makedonská válka, v níž byla Makedonie Římany definitivně poražena.
- 149–146 př. n. l. porazili Římané Kartágince ve třetí punské válce, čímž ovládli západní Středomoří.
- 146 př. n. l. byla k Římské republice připojena provincie Makedonie.
- 133 př. n. l. byl v Římě usmrcen politik Tiberius Sempronius Gracchus.
- 121 př. n. l. byl v Římě zavražděn politik a mladší bratr Tiberia Graccha, Gaius Gracchus.
- 6. října 105 př. n. l. porazili Římany germánské kmeny Kimbrů a Teutonů v bitvě u Arausia.
- 102 př. n. l. došlo k bitvě u Aquae Sextiae, v níž Římané kmeny Kimbrů a Teutonů porazili.

## Významné osobnosti

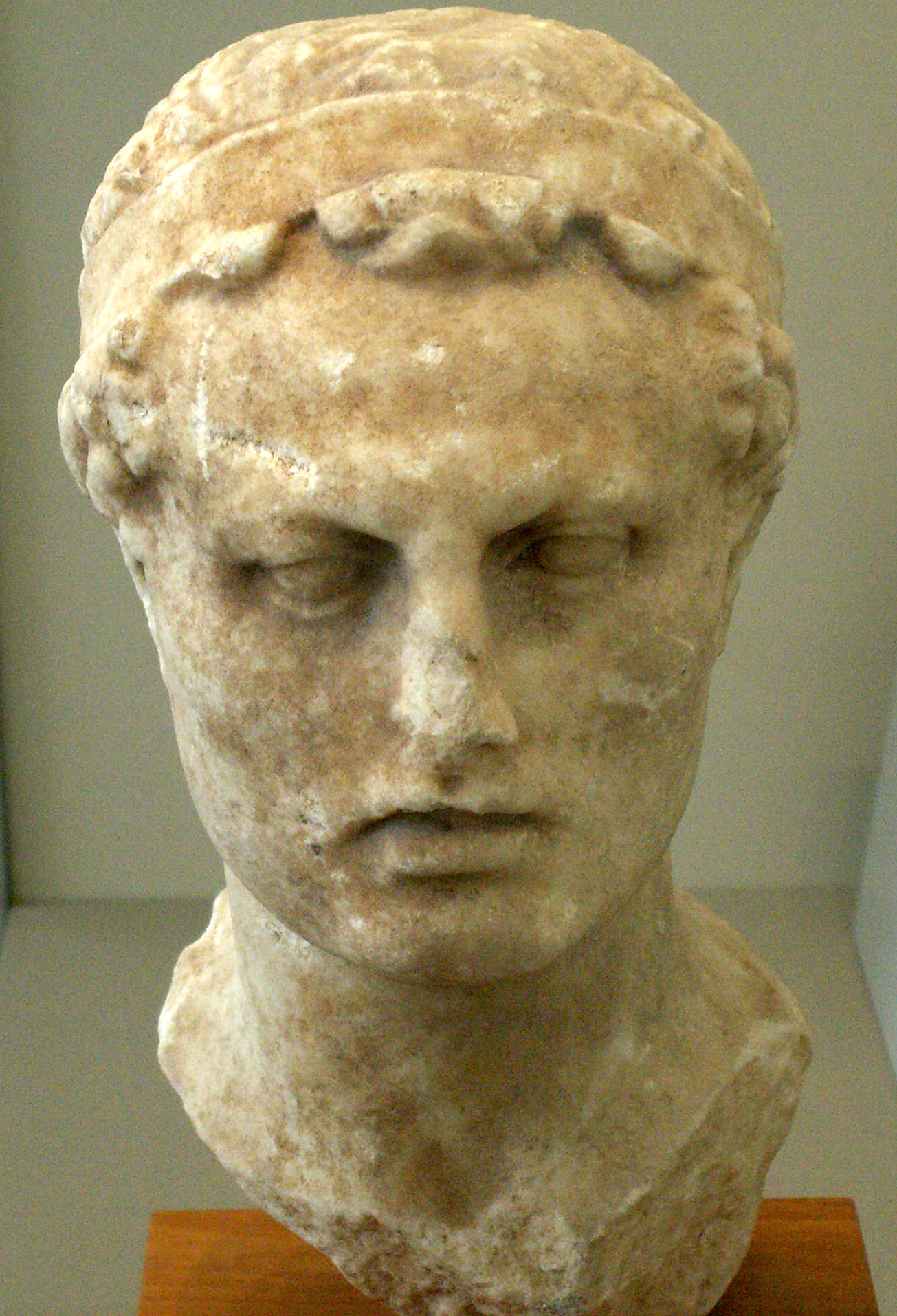
Antiochos IV. Epifanés

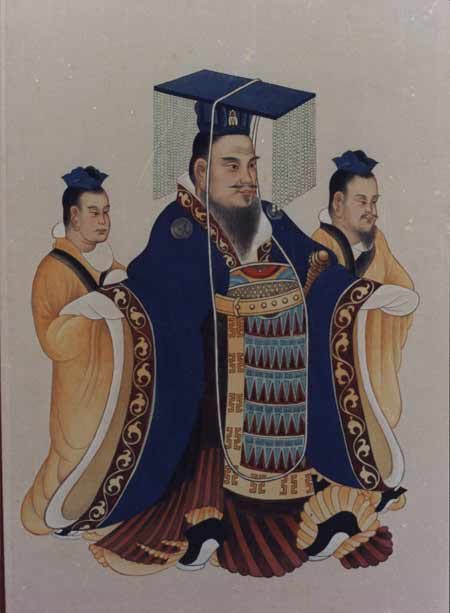
Císař Wu-ti

- Antiochos IV. Epifanés (215 – 164 př. n. l.) – vládce Seleukovské říše
- Apollodóros z Athén (cca 180 – cca 120 př. n. l.) – starořecký historik, gramatik a filozof
- Apollónios z Pergy (cca 262 – cca 190 př. n. l.) – starořecký matematik a astronom
- Boiorix (? – 101 př. n. l.) – germánský král kmene Kimbrů
- Cato starší (234 – 139 př. n. l. – římský spisovatel, voják a politik
- Čang Čchien (? – cca 114 př. n. l.) – čínský diplomat a cestovatel
- Gaius Lucilius (180 – 103 př. n. l.) – římský satirik
- Gaius Marius (157 – 86 př. n. l.) – římský vojevůdce a politik
- Hannibal (247 – 183 př. n. l.) – kartaginský vojevůdce
- Hipparchos (cca 190 – cca 125 př. n. l.) – řecký astronom
- Juda Makabejský – židovský kněz a vůdce Makabejského povstání
- Karneadés z Kyrény – (214 – 129 př. n. l.) – starořecký filozof
- Lucius Aemilius Paullus Macedonicus (cca 229 – 160 př. n. l.) byl římský vojevůdce a politik
- Lucius Accius (cca 170 – cca 85 př. n. l.) – římský básník
- Marcus Pacuvius (cca 220 – cca 130 př. n. l.) – římský básník, spisovatel a malíř
- Lucius Cornelius Sulla (138/134 – 78 př. n. l.) – římský politik, vojevůdce a diktátor
- Lucius Mummius – římský politik a vojevůdce
- Perseus Makedonský (212 – 166 př. n. l.) – poslední makedonský král z dynastie Antigonů
- Quintus Ennius (239 – 169 př. n. l.) – římský básník, spisovatel a dramatik považovaný za otce římské literatury
- Scipio Aemilianus (185 – 129 př. n. l.) – římský vojevůdce a politik
- S’-ma Siang-žu (179 – 117 př. n. l.) – čínský básník a spisovatel
- Titus Maccius Plautus (cca 254 – 184 př. n. l.) – římský dramatik
- Wu-ti (156 – 87 př. n. l.) – císař dynastie Chan